# Schiffneriolejeunea nymannii
Schiffneriolejeunea nymannii là một loài Rêu trong họ Lejeuneaceae. Loài này được (Stephani) Gradst. & Terken miêu tả khoa học đầu tiên năm 1981.